# BTNHResurrection
BTNHResurrection är ett album utgivet hiphopgruppen Bone Thugs-N-Harmony. Skivan gavs ut 29 februari 2000 på bolaget Ruthless Records och sålde platina.

## Låtlista
1. "Show 'Em" - 5:15
2. "The Righteous Ones" featuring David's Daughters - 4:32
3. "2 Glocks" - 4:26
4. "Battlezone" - 4:19
5. "Ecstasy" - 5:43
6. "Murder One" - 4:15
7. "Souljahs Marching" - 3:40
8. "Servin' tha Fiends" - 3:52
9. "Resurrection (Paper, Paper)" - 5:15
10. "Can't Give It Up" - 5:09
11. "Weed Song" - 4:09
12. "Change the World" featuring Big B - 4:31
13. "Don't Worry" - 5:35
14. "Mind on Our Money" - 5:10
15. "No Way Out" - 5:10
16. "One Night Stand" - 4:53